# Калкин, Ник
Ни́колас (Ник) Джеймс Ка́лкин (англ. Nicholas "Nick" James Culkin; 6 июля 1978) — английский футболист, вратарь.

## Футбольная карьера
Уроженец Йорка, Калкин начал футбольную карьеру в академии «Йорк Сити», а в сентябре 1995 года присоединился к академии «Манчестер Юнайтед» за 250 тысяч фунтов. 22 августа 1999 года провёл свой единственный матч в основном составе «Манчестер Юнайтед», выйдя на замену Раймонду ван дер Гау в добавленное время матча Премьер-лиги против «Арсенала» на стадионе «Хайбери» после того, как Мартин Киоун ударил в лицо коленом нидерландскому вратарю «Юнайтед». Ему принадлежит рекорд самого короткого дебюта в Премьер-лиге: после выхода на замену Калкин ввёл мяч в игру после штрафного удара, и сразу после этого судья Грэм Полл свистком объявил об окончании матча. «Манчестер Юнайтед» одержал в том матче победу со счётом 2:1 благодаря «дублю» Роя Кина, а вся карьера Калкина в «Юнайтед» свелась к одному удару со штрафного. Также Калкин имеет две медали участника Суперкубка Англии за нахождение на скамейке запасных «Манчестер Юнайтед» в 1998 и 1999 году (в обоих случаях «Юнайтед» проиграл).
Будучи игроком «Манчестер Юнайтед», Калкин трижды отправлялся в аренду: в «Халл Сити», в «Бристоль Роверс» и в «Ливингстон». В июле 2002 года окончательно покинул команду, став игроком клуба «Куинз Парк Рейнджерс». Провёл за команду более 20 матчей. В апреле 2005 года объявил о завершении карьеры в связи с хронической травмой колена.
В августе 2010 года Калкин объявил о возобновлении карьеры игрока, подписав контракт с клубом Северной Премьер-лиги «Рэдклифф Боро». В сезоне 2011/12 он даже был включён в символическую «команду года» Первого северного дивизиона Северной Премьер-лиги. Также он дважды признавался лучшим игроком года в клубе по версии болельщиков и один раз — по версии игроков. Выступал за клуб до октября 2012 года. В ноябре 2012 года стал игроком клуба «Прескот Кейблз».
В марте 2014 года перешёл в клуб «Юнайтед оф Манчестер». Стал первым игроком, сыгравшим и за «Манчестер Юнайтед», и за «Юнайтед оф Манчестер».

## Статистика выступлений
| Клуб                 | Годы      | Лига | Лига | Кубок Англии | Кубок Англии | Кубок лиги | Кубок лиги | Еврокубки | Еврокубки | Прочие | Прочие | Итого | Итого |
| Клуб                 | Годы      | Игры | Голы | Игры         | Голы         | Игры       | Голы       | Игры      | Голы      | Игры   | Голы   | Игры  | Голы  |
| -------------------- | --------- | ---- | ---- | ------------ | ------------ | ---------- | ---------- | --------- | --------- | ------ | ------ | ----- | ----- |
| Манчестер Юнайтед    | 1997—2002 | 1    | 0    | 0            | 0            | 0          | 0          | 0         | 0         | 0      | 0      | 1     | 0     |
| Халл Сити            | 1999—2000 | 4    | 0    | 0            | 0            | 0          | 0          | –         | –         | 0      | 0      | 4     | 0     |
| Бристоль Сити        | 2000—2001 | 45   | 0    | 1            | 0            | 5          | 0          | –         | –         | 3      | 0      | 55    | 0     |
| Ливингстон           | 2001—2002 | 21   | 0    | 2            | 0            | 2          | 0          | –         | –         | 0      | 0      | 25    | 0     |
| Куинз Парк Рейнджерс | 2002—2005 | 22   | 0    | 0            | 0            | 0          | 0          | –         | –         | 3      | 0      | 25    | 0     |
| Рэдклифф Боро        | 2010—2012 | 37   | 0    | 2            | 0            | 0          | 0          | –         | –         | 10     | 0      | 49    | 0     |
| Итого                | Итого     | 130  | 0    | 5            | 0            | 7          | 0          | 0         | 0         | 16     | 0      | 158   | 0     |